# Alfons Salart i Roura
Alfons Salart Roura (Barcelona, 23 de gener de 1899 - 26 de desembre del 1965) va ser director d'orquestra i compositor. El seu segon cognom apareix en algunes publicacions com a Rovira.

## Biografia
Fou fill de Pere Salart i Pujolar, natural de Sant Pere Pescador, i de Rosa Roura i Barot, natural de Roda de Berà, segons el registre de naixement de l'Ajuntament de Barcelona i el de l'Arxiu Capitular de la Catedral de Barcelona.
Estudià amb el mestre Enric Granados, i amb 14 anys fou el director d'orquestra més jove d'Europa. Autor entre altres peces de la sardana Tot puntejant (1957), de la cançó L'escarabat bum-bum (1928), el 1929 va fer una versió de L'escarabat bum-bum en homenatge als campions d'Espanya, el Futbol Club Barcelona. Fou també l'autor del tango milonga Rivadavia i del fox The Golden Farm. L'any 1931 fou nomenat secretari del Sindicat Musical de Catalunya.